# Hamadán (provincie)
Provincie Hamadán (persky استان همدان‎) je íránská provincie s rozlohou 19 368 km². Hlavním městem je Hamadán. Provincie se dělí na 8 krajů a 23 okresů.